# Карчевич Марія Володимирівна
Марія Володимирівна Карчевич (нар. 16 грудня 1990) — українська державна службовиця, заступниця міністра охорони здоров'я України з питань цифрового розвитку, цифрових трансформацій і цифровізації (з 15 вересня 2021).

## Життєпис
Закінчила Тернопільський національний економічний університет (нині Західноукраїнський національний університет) за спеціальністю «Фінанси, банківська справа» (2012), Національну академію державного управління при Президентові України (2017) і здобула диплом магістра державного управління з відзнакою.
Працювала у Тернопільській обласній раді, Апараті Верховної Ради України, Міністерстві молоді та спорту України. З 2020 — в Міністерстві охорони здоров'я України. До призначення заступницею міністра очолювала в Міністерстві Директорат з розвитку цифрових трансформацій в охороні здоров'я.
У Міністерстві охорони здоров'я України координує напрям "медичної допомоги" в рамках міжнародної платформи UNITED24, яка залучає кошти для закупівлі медобладнання і санітарного транспорту для потреб цивільних та військових лікарів. За час повномасштабної війни залучено понад 3 млрд грн для сфери охорони здоров'я.
Також координує розподіл, облік та доставлення медичної гуманітарної допомоги в умовах воєнного стану, що надходить через дипломатичні та партнерські канали МОЗ. Загалом отримано допомогу з 35 країн світу та від понад 60 міжнародних і благодійних організацій, іноземних та українських компаній, а також урядів різних держав.
До слова, у статті для Atlantic Council Марію Карчевич називають серед тих, хто «веде позитивні зміни на багатьох фронтах», включаючи Збройні сили України, добровольчий рух, волонтерство, громадянське суспільство. Вона також є однією із засновниць програми особистісного та професійного розвитку молоді «Державотворець».

## Реалізовані проєкти
Серед втілених проєктів:
- неонатальний скринінг: виявлення 21 спадкового рідкісного орфанного захворювання у немовлят;[10][11]
- медичні висновки про народження дитини та єМалятко;
- медичні висновки про тимчасову непрацездатність та електронні лікарняні;
- електронні рецепти;[12]
- COVID-сертифікати, які визнали 52 країни світу (Україна була однією з перших поза країн ЄС, яка втілила COVID-сертифікати);[13]
- телемедичні рішення в умовах воєнного стану:
  - консультування з вибухо-вогнепальних та опікових травм;
  - консультативна мережа з використанням пристроїв віртуальної присутності (робот Litev3);
  - телемедична реабілітація з напряму нейросенсативних розладів;
  - віртуальна операційна;
  - медичний робот «HomeDoctor»;
  - телемедична кардіотокографія та інші;
- цифровізація процесів надання реабілітаційної допомоги;
- електронна система для прозорого регулювання обігу медичного канабісу в Україні на кожному з його етапів;
- електронна система щодо оцінювання повсякденного функціонування в рамках змін щодо підтримки людей з інвалідністю в Україні;
- електронний рейтинговий розподіл в інтернатуру для прозорого та автоматизованого розподілу випускників медичних вишів;
- єдиний вебпортал вакантних посад у закладах охорони здоров’я для проведення добору на вакансії у державних та комунальних медзакладах, зокрема, при проведенні конкурсу на посаду керівника;
- електронна система безперервного професійного розвитку  для реєстрації провайдерів і заходів БПР;
- електронна черга на ендопротезування пацієнтів для прозорості та доступності медичної допомоги пацієнтам із тяжкими захворюваннями, травмами та яким необхідне часткове або повне ендопротезування кульшового, колінного, плечового чи ліктьового суглоба;
- реєстр дезінфекційних засобів, що дозволяє автоматично збирати, накопичувати та обробляти дані про зареєстровані в Україні дезінфекційні засоби;
- міжнародний формат подачі загального технічного документа (еСТD) для реєстрації лікарських засобів;
- державний реєстр лікарських засобів з інформацією про зареєстровані в Україні лікарські засоби та інструкції для медичного застосування до них;
- реєстр осіб відповідальних за введення медичних виробів, активних медичних виробів, які імплантують, та медичних виробів для діагностики in vitro в обіг для покращення зручності та спрощення процесу введення в обіг медвиробів та їх подальшого обігу.

## Відзнаки та нагороди
- Відзнака «Молода людина року» (м. Тернопіль), 2012 рік
- Подяка Глави Української греко-католицької церкви, 2008 рік
- Подяка голови Тернопільської обласної ради, 2009 рік
- Подяка Міністра молоді та спорту України, 2016 рік
- Почесна грамота Міністерства молоді та спорту України, 2019 рік
- Подяка Прем’єр-міністра України, 2019 рік
- Почесна грамота Кабінету Міністрів України, 2023 рік
- Почесна відзнака «Сонце перемоги» за сприяння війську, 2025 рік